# Edward Junius Black
Edward Junius Black (* 30. Oktober 1806 in Beaufort, South Carolina; † 1. September 1846 in Millettville, South Carolina) war ein US-amerikanischer Politiker. Zwischen 1839 und 1845 vertrat er zwei Mal den Bundesstaat Georgia im US-Repräsentantenhaus.

## Werdegang
Edward Black war der Vater des späteren Kongressabgeordneten George Robison Black (1835–1896). Er besuchte die öffentlichen Schulen seiner Heimat und danach die Richmond Academy in Augusta (Georgia). Nach einem anschließenden Jurastudium und seiner im Jahr 1827  erfolgten Zulassung als Rechtsanwalt begann er in Augusta in seinem neuen Beruf zu arbeiten. Gleichzeitig schlug er eine politische Laufbahn ein. Zwischen 1829 und 1831 war er Abgeordneter im Repräsentantenhaus von Georgia. Im Jahr 1832 zog er in das Screven County. Politisch schloss er sich in den 1830er Jahren zunächst der Whig Party an.
Bei den staatsweit abgehaltenen Kongresswahlen des Jahres 1838 wurde er für das zweite Abgeordnetenmandat von Georgia in das US-Repräsentantenhaus in Washington, D.C. gewählt, wo er am 4. März 1839 die Nachfolge von George Welshman Owens antrat. Während seiner Zeit im Kongress wechselte er zur Demokratischen Partei. Diese nominierte ihn im Jahr 1840 für die Wiederwahl, die Black aber nicht schaffte. Sein Mandat fiel an den Kandidaten der Whigs, Thomas Flournoy Foster.
Nach dem Rücktritt des Abgeordneten Julius Caesar Alford wurde Edward Black als Demokrat bei der fälligen Nachwahl für den dritten Sitz von Georgia zu dessen Nachfolger im US-Repräsentantenhaus gewählt. Dort trat er am 3. Januar 1842 sein neues Mandat an. Nach einer Wiederwahl konnte er bis zum 3. März 1845 im Kongress verbleiben. Diese Zeit war von den Diskussionen um eine mögliche Annexion der seit 1836 von Mexiko unabhängigen Republik Texas bestimmt. Bei den Wahlen des Jahres 1844 wurde Black nicht erneut bestätigt. In der Folge arbeitete er wieder als Anwalt. Er starb am 1. September 1846 in Millettville.